# Petros Geromichalos
Petros Geromichalos (in greco Πέτρος Γερομιχαλός?; Salonicco, 9 giugno 1994) è un cestista greco.